# Cabeça de Fauno
A Cabeça de Fauno é uma obra juvenil de Michelangelo. Foi esculpida aos treze anos de idade e hoje encontra-se perdida.

## História
Esta escultura foi realizada por Michelangelo aos treze anos, sob a supervisão do mestre Bertoldo di Giovanni. Copiou uma outra escultura de um fauno com a diferença de que a escultura está de boca aberta mostrando dentes e língua. Uma história conta que Lorenzo, o Magnífico, observando a estátua no jardim de seu pupilo, observou que o fauno tinha a dentição perfeita, após o que o escultor deu uma cinzelada fazendo desaparecer um dente, surpreendendo Lorenzo, o Magnífico.